# 梅絲黛·蘇巴索迪
梅絲黛·蘇巴-索迪（Mercedes Scelba-Shorte，又名Mercedes Yvette；1981年8月24日—）美國模特兒及演員。她是《全美超級模特兒新秀大賽》第二季的亞軍。在比賽期間，梅絲黛公開自己患有狼瘡。

## 個人生平
梅絲黛在參加《全美超級模特兒新秀大賽》之前，在加利福尼亞州立大學的北嶺校區就讀。
她的生母是白人，生父是黑人。她有一個中國人的後父。梅絲黛在新澤西州出生，但她的媽媽瑪莉·蘇巴和她在她小時候已經搬到加利福尼亞州居住。

## 模特兒/演員事業
在《全美超級模特兒新秀大賽》之後，她成為美國一個狼瘡基金會的發言人。她與NOUS Models簽約，而且在一些電視劇中出演。 （页面存档备份，存于）她繼續當模特兒，而且拍了Sears Department Store和Payless ShoeSource的廣告。梅絲黛也和柔愛娜·侯斯一同為Chevy Equinox拍了一個廣告。她在Arthritis Today Magazine(2004年10月)、Wedding Dresses Magazine(2005年春夏)、Wedding Dresses Magazine和Lupus Now Magazine拍了雜誌封面。梅絲黛為Ashro Catalogue，Kohl's Catalogue，Anchor Blue，Wedding Dresses Magazine，Arthritis Today Magazine，Elle Girl Magazine for Samsung phone，Sears，YM Magazine，和Mervyns catalogue拍照。她參與的走秀有Ashro Catalogue，Kohl's Catalogue，Anchor Blue，Wedding Dresses Magazine，Arthritis Today Magazine，Elle Girl Magazine for Samsung phone，Sears，YM Magazine和Mervyns catalogue。 

## 外部連結
- 梅絲黛的MySpace （页面存档备份，存于）
- 梅絲黛的IMDB主頁 （页面存档备份，存于）

| 前任： 珊娜·史都華 | 全美超級模特兒新秀大賽亚軍 第二季 | 繼任： 盈盈·達克斯塔 |